# گمینا زووتوریا
گمینا زووتوریا (به لهستانی:  Gmina Złotoryja) یک گمینا در لهستان است که در شهرستان زووتوریا واقع شده‌است. گمینا زووتوریا ۱۴۵٫۰۷ کیلومتر مربع مساحت و ۷٬۰۶۵ نفر جمعیت دارد.